# Criminalité au Japon
La criminalité au Japon est l'une des plus basses des pays industrialisés.

## Yakuza
Les yakuzas existaient au Japon bien avant les années 1800 et suivaient un code similaire au bushido des samouraï. Les groupes de yakuzas en 1990 étaient estimés à plus de 3 300 et regroupaient plus de 88 000 membres. Bien que concentrés dans les plus grandes préfectures urbaines, les yakuza opèrent dans la plupart des villes et reçoivent parfois une protection de la part de hauts fonctionnaires.
Après avoir longtemps profité de leurs relations avec la classe politique et le patronat pour étendre leurs activités, les yakuzas sont visés, depuis les années 1990, par plusieurs législations visant à les exclure de la société et à s’attaquer à leurs sources de revenus sans pour autant les interdire officiellement. En conséquence, après avoir culminé à 180 000 membres dans les années 1960, à l’apogée de l’organisation, les effectifs des yakuzas ont diminué de 70 % entre 2004 et 2020 selon la police japonaise.

## Statistiques
En 1990, la police a recensé plus de 2,2 millions de violations du code pénal. Deux types de violations, les vols (65,1 %) et les homicides par négligence ou blessures lors d'accidents (25,2 %), ont représenté plus de 90 % des infractions pénales. En 1989, le Japon a connu 1,3 vol et 1,1 meurtre pour 100 000 habitants. En 1989, les autorités japonaises ont résolu également 75,9 % des cas de vols et 95,9 % des cas d'homicides.
Au début du XXIe siècle, le nombre de crimes au Japon a diminué. En effet, en 2002, le nombre de crimes enregistrés était de 2 853 739. Ce nombre a diminué de moitié pour atteindre 1 382 154 crimes enregistrés en 2012. En 2013, le taux global de criminalité au Japon est tombé pour la onzième année consécutive, et le nombre de meurtres et de tentatives de meurtre a également chuté,. En 2021, le nombre de crimes enregistrés est de seulement 568 104. 
Ce nombre remonte en 2023 à plus de 700 000 crimes et délits, soit une hausse de 17% par rapport à l'année précédente. Cette hausse subite de la délinquance et de la criminalité est attribuée notamment à l'envolée des prix, alors que les salaires n'augmentent pas, et au licenciement massif des salariés au statut précaire pendant la pandémie de Covid-19.  Selon la police, un certain nombre de ces salariés précaires, n'ayant droits à aucune allocation de chômage après un licenciement, se sont reconvertis dans ce qu'elle appelle les « yami baïto », les « petits boulots louches ». La paupérisation contribue à la hausse du nombre de cambriolages et de vols à l'étalage. Ce contexte économique difficile tend aussi les relations au sein des couples et dans les familles. En témoigne l'augmentation des cas de violences conjugales et de maltraitances infantiles.
En 2018, 31 % des personnes arrêtées ont plus de 65 ans, contre moins de 6 % en 2000. Cette forte hausse de la criminalité chez les personnes âgées serait notamment due à la baisse des pensions versées aux retraités.

## Dissuasions juridiques
Le fait de posséder des armes de poing, de posséder des balles, et le fait de tirer sont trois crimes au vu de la législation japonaise. Les fusils de chasse et les katanas sont enregistrés auprès de la police. La fabrication et la vente d'armes à feu sont réglementées. Les crimes sont rarement commis avec des armes à feu, mais les couteaux restent un problème sur lequel le gouvernement se penche, surtout après le massacre d'Akihabara en juin 2008.

## Justice répressive
Quand le magistrat du parquet (ou ministère public) engage des poursuites, le tribunal lui donne raison dans plus de 99 % des cas et les personnes mises en cause sont condamnées ; certains estiment que le parquet monopolise la justice. Depuis toujours au Japon, le taux d’aveux est extrêmement élevé; une personne qui clame son innocence et nie les faits dont elle est accusée, est considérée comme coupable et ne regrettant pas ses actes .
La peine de mort par pendaison existe toujours et est appliquée.
La police est particulièrement préoccupée par la criminalité liée à la modernisation. En effet la prospérité et la sophistication technologique ont amené une nouvelle criminalité "en col blanc" de vols liés à la finance et commis de manière non violente : entre autres, la fraude par carte de crédit via les ordinateurs, les vols aux distributeurs de billets, les fraudes à l'assurance.
Drogues : L'incidence de l'abus de drogues est minuscule par rapport aux autres pays industrialisés. Les autorités japonaises chargées de l'application de la loi s'efforcent de remédier à ce problème grâce à une coordination approfondie avec les organisations internationales d'enquête et grâce à des sanctions rigoureuses à l'encontre des délinquants. Ainsi une personne, même mineure, détentrice de produits illicites est systématiquement arrêtée, même pour des quantités minimes.